# پر اشتاینبروک
پر اشتاینبروک  (انگلیسی: Peer Steinbrück؛ زاده ۱۰ ژانویهٔ ۱۹۴۷) یک سیاست‌مدار اهل آلمان است.